# بوب إيفانز (مصارع محترف)
بوب إيفانز (بالإنجليزية: Bob Evans)‏ هو مصارع محترف أمريكي، ولد في 3 سبتمبر 1972 في Swansea, Massachusetts ‏ في الولايات المتحدة.

## روابط خارجية
- بوب إيفانز على موقع CageMatch worker (الإنجليزية)